# Abdas von Susa
Abdas (auch Abda, Abdias und Audias; † um 420 n. Chr.) war ein christlicher Märtyrer unter dem persischen König Yazdegerd I. und wird in der christlichen Kirche als Heiliger verehrt.

## Leben
Nach dem Bericht einer heute verstümmelten syrischen Handschrift (12. Jahrhundert) über christliche Märtyrer war Abdas ein Bischof von Hormizd Ardašir in Husistan, und als ein Priester namens Hašo 420 n. Chr. die Verbrennung eines Feueraltars zugab, wurden nicht nur dieser, sondern auch Abdas und sein Bruder Papa, der Priester Isaak, der Sekretär Ephram, der Subdiakon Papa sowie die Laien Daduk und Durtan auf Befehl des persischen Königs Yazdegerd I. exekutiert. Die Kirchenhistoriker Theodoret und Sokrates Scholastikus führen aus, dass Abdas, Bischof von Susa, nach einem Streit mit den Zoroastern 420 n. Chr. einen ihrer dem Ahura Mazda geweihten Feuertempel verbrannte. Auf Befehl des sonst den Christen freundlich gegenüberstehenden Yazdegerd I. sollte Abdas den Tempel auf eigene Kosten wiederherstellen. Da der Bischof ablehnte, ließ der König ihn hinrichten und alle christlichen Kirchen in Persien zerstören, und es kam zu einer Verfolgung der Anhänger dieser Religion, die zwar bald wieder eingestellt, aber unter Yazdegerds Sohn Bahram V. (regierte 420–438 n. Chr.) wieder aufgenommen und brutal durchgeführt wurde; die Gesamtdauer der Verfolgung soll 30 Jahre betragen haben. Zu den Opfern unter der Herrschaft Bahrams rechnet Theodoret die Christen Hormisdas, Suenes und Benjamin. Diese werden zusammen mit Abdas im liturgischen Kalender der orthodoxen Kirche am 5. September und 17. Oktober als Heilige verehrt. Man kann aus einer armenischen Version dieser Märtyrergeschichte folgern, dass sie auf eine nicht mehr vorhandene Quelle zurückgeht, welche die Person des Abdas mit Hormisdas und seinen Leidensgefährten in Verbindung brachte. Wahrscheinlich wird Abdas im byzantinischen Heiligenkalender auch als Bischof von Ergol erwähnt. Sokrates Scholastikos berichtet über Abdas noch, dass er dem Bischof Maruthas bei der Austreibung eines Dämonen aus Yazdegerd geholfen haben soll. In der katholischen Kirche ist der Festtag des Abdas der 5. September oder 16. Mai.